# Бочарово (сельское поселение Шолохово)
Бочарово  — деревня в Ржевском муниципальном округе Тверской области.

## География
Находится в южной части Тверской области на расстоянии приблизительно 44 км по прямой на северо-запад от города Ржев.

## История
Деревня была отмечена еще на карте Менде (состояние местности на 1848 год). В 1859 году здесь (деревня Ржевского уезда Тверской губернии) было учтено 17 дворов, в 1939—72. Входила до 2013 года в состав сельского поселения «Шолохово», с 2013 до 2022 года в состав сельского поселения «Итомля» до его упразднения.

## Население
Численность населения: 177 человек (1859 год), 12 (русские 100 %) в 2002 году, 1 в 2010.